# Heterospilus fahringeri
Heterospilus fahringeri (лат.) — вид наездников рода Heterospilus из подсемейства Doryctinae семейства бракониды (Braconidae). Встречаются в Центральной Америке: эндемик Коста-Рики.

## Описание
Мелкие перепончатокрылые насекомые, длина от 2,0 до 2,5 мм. Отличается гладким третьим тергитом, гранулированными лицом и мезоплевроном. Лоб поперечно бороздчатый. Основная окраска тёмно-коричневые; скапус и ноги жёлтые. Жгутик коричневый (состоит из 17 члеников). 1-й тергит брюшка продольно бороздчатый, 4-7-й тергиты гладкие. Яйцеклад по длине примерно равен половине длины метасомы. В переднем крыле развита радиомедиальная жилка. Передняя голень с единственным рядом коротких шипиков вдоль переднего края. На задних тазиках ног есть отчётливый антеровентральный базальный выступ, вертекс головы сбоку у глаз нерезко угловатый. Предположительно, как и другие виды рода Heterospilus, паразитируют на жуках или бабочках. Вид был впервые описан в 2013 году американским гименоптерологом Полом Маршем (Paul M. Marsh; Норт-Ньютон, Канзас, США) с группой американских коллег-энтомологов (Wild Alexander L., Whitfield James B.; Иллинойсский университет в Урбане-Шампейне, Эрбана, Иллинойс, США). Вид назван в честь немецкого энтомолога J. Fahringer,, описавшему многие виды наездников-браконид в 1900-х годах
.